# Ian Murdock
Ian Ashley Murdock (Konstanz, Alemania, 28 de abril de 1973-San Francisco, Estados Unidos, 28 de diciembre de 2015) fue un informático estadounidense y fundador del proyecto de software libre Debian.
En 1993 escribió el Manifiesto Debian mientras estudiaba en la Purdue University, donde en 1996 obtuvo su licenciatura. La palabra Debian proviene de la combinación del nombre de su entonces novia Debra y el suyo, por lo tanto, Deb(ra) e Ian.
Fue fundador, también, de la empresa Progeny Linux Systems. Fue CTO de la Linux Foundation y líder del Proyecto Indiana cuando trabajaba para Sun Microsystems.

## Vida y carrera
Murdock nació en Konstanz, Alemania Occidental, el 28 de abril de 1973, hijo de estadounidenses nacidos en el sur de Indiana, ya que su padre, Lawrence Murdock, realizaba una investigación posdoctoral en Alemania. Escribió el Manifiesto Debian mientras era estudiante en la Universidad de Purdue, donde obtuvo su grado de licenciado en ciencias computacionales en 1996. Nombró Debian a su proyecto por las iniciales del nombre de su entonces novia Debra Lynn, y las de su nombre. Posteriormente se casaron, tuvieron dos hijos, solicitaron el divorcio la semana del 10 de agosto de 2007, y el divorcio se consumó en enero del 2008.
En enero de 2006, Murdock fue nombrado jefe de tecnología en la Free Standards Group y elegido miembro del grupo de la Linux Standard Base. Continuó como CTO de la Fundación Linux cuando esta se formó de la unión del Free Standards Group y Open Source Development Labs.
Murdock dejó la Linux Foundation para trabajar en Sun Microsystems en marzo de 2007 para ser líder del proyecto Indiana, el cual el describió como «tomar las lecciones aprendidas en Linux y llevarlas a Solaris», generando una distribución completa de OpenSolaris con GNOME y las herramientas en espacio de usuario de GNU, además de un paquete para el manejo de redes. Desde marzo del 2007 a febrero de 2010 fue vicepresidente de plataformas emergentes en Sun, hasta que la compañía fue absorbida por Oracle, por lo que renunció.
De 2011 hasta 2015 Murdock fue el vicepresidente de la plataforma y la comunidad de desarrollo en Salesforce Marketing Cloud, ubicada en Indianápolis.
Desde noviembre de 2015 hasta su muerte Murdock trabajó para Docker.

## Muerte
Murió el 28 de diciembre de 2015 en San Francisco
Los informes de la autopsia (en julio de 2016) han confirmado que el fundador de Debian se suicidó. La doctora Amy Hart, señaló que el empleado de Docker sufría de abuso de alcohol con convulsiones de abstinencia y síndrome de Asperger.
Sus últimos mensajes en la red social Twitter generaron gran controversia y su cuenta fue eliminada poco después. En ellos Murdock anunciaba su intención de suicidarse, relataba estar teniendo un altercado con la policía, y finalmente declaró su intención de dedicar su vida a luchar contra la brutalidad policial.
La policía de San Francisco confirmó más tarde este altercado, alegando que él presentaba signos de embriaguez y que encajaba en la descripción dada en la denuncia de un intento de robo en esa zona. Según el relato del portavoz policial, su reacción fue violenta y fue finalmente encarcelado bajo la sospecha de cuatro delitos menores (incluyendo resistencia a su detención y agresión al personal médico).
También se indicó que Murdock fue llevado a un hospital y examinado antes de dejarle en libertad y que en ningún momento manifestó intención suicida.